# Jun'ichi Kakizaki
Jun’ichi Kakizaki (柿崎 順一, Kakizaki Jun’ichi, né le 4 janvier 1971 à Nagano, Japon -) est un artiste japonais, sculpteur et installateur, artiste du land art, artiste environnemental spécialisé dans l'art floral.

## Biographie
L'environnement de croissance de Junichi Kakizaki était caractérisé par l'horticulture et les plantes. Il a commencé l'art des fleurs après avoir étudié la science horticole et la sculpture de base (design et artisanat) à partir de 1989. Il a eu sa première exposition personnelle à Nagano en 2003. La même année, il a remporté le championnat de fleuriste japonais. Kakizaki travaille avec les arts du spectacle pour des artistes de différents genres et il publie de nouvelles œuvres régulièrement au Japon et à l'étranger.
Lors de sa visite à Stockholm en 2003, il a présenté l'exposition "In The Absence of The Sunlight" et à la National Gallery of Victoria à Melbourne en 2004, l'installation "Rebel Installation à Melbourne".

## Collections publiques
- "Une nouvelle vie - mouvement du fœtus du berceau" NEW LIFE - Quickening from the cradle 2007 ans - Livres Royaume-Uni, Londres, Tate Modern bibliothèque
- "Dead de l'étreinte" 2005 ans - œuvres photographiques, Suède Uppsala Ville culturelle Bureau / Musée d'Uppsala
- "La chair de la crise" 2007 ans - œuvres photographiques, Suède Uppsala Ville culturelle Bureau / Musée d'Uppsala
- "Femme Fatale" 2007 ans - œuvres photographiques, Suède Uppsala Ville culturelle Bureau / Musée d'Uppsala
- "Embaumement" 2007 ans - œuvres photographiques, Suède Uppsala Ville culturelle Bureau / Musée d'Uppsala

## Livres photo
- "METAPHOR" Éditeur : Twins Lion Do, Auteur : Junichi Kakizaki, Photo : Joji Okamoto, Junichi Kakizaki, (21 juin 2019),  (ISBN 978-4990928384 et 4990928385), (anglais/japonais, bilingue)
- "NEW LIFE - Quickening from the Cradle" = Atarashii seimei : Yurikago karano taidō = New life : Yurikago karano taidō, Éditeur : Kyuryudo, Auteur : Junichi Kakizaki, Photo : Junichi Kakizaki, Joji Okamoto, (2007/09/26) ,  (ISBN 9784763007285 et 978-4763007285), (japonais / anglais, bilingue)